# Caeniamima nigra
Caeniamima nigra är en tvåvingeart som först beskrevs av Frey 1927.  Caeniamima nigra ingår i släktet Caeniamima och familjen lövflugor. Inga underarter finns listade i Catalogue of Life.